# Héctor Baeza Terrazas
Héctor Baeza Terrazas (Delicias, Chihuahua, 1960) es un político mexicano, miembro del Partido Revolucionario Institucional, ha sido Presidente Municipal de Delicias, diputado local y dirigente partidista.
Héctor Baeza Terrazas es ingeniero egresado de la Universidad Autónoma de Chihuahua, inició su actividad política dentro del servicio público de la mano del PRI, es sobrino del exgobernador y también expresidente Municipal de Delicias Fernando Baeza Melendez, así como hermano mayor del también exgobernador de Chihuahua José Reyes Baeza Terrazas, estos personajes forman el denominado Grupo Delicias, término de prensa para definir los nexos familiares de dichos políticos, Héctor Baeza se inició formalmente en la política al ser elegido en 1992 diputado a la LVII Legislatura del Congreso del Estado de Chihuahua por el XVII Distrito Electoral Local de Chihuahua con cabecera en Delicias. Posteriormente fue presidente del Comité Directivo Municipal del PRI en Delicias, en 2001 logró la candidatura de su partido a la Presidencia Municipal de Delicias, cargo al que fue elegido y que ejerció de 2001 a 2004, posteriormente, en 2006, fue candidato a diputado federal por el V Distrito Electoral Federal de Chihuahua, elección que perdió frente el candidato del PAN, Felipe González Ruiz. En 2010 fue designado candidato de unidad de su partido a la Presidencia Municipal de Delicias, en alianza con el partido Nueva Alianza, de esta manera Héctor Baeza buscó la reelección, a un segundo periodo como alcalde de Delicias, sin embargo fue derrotado por el panista Mario Mata Carrasco.